# Gmina Oświęcim
Die Gmina Oświęcim ist eine Landgemeinde (gmina wiejska) im Powiat Oświęcimski in der Woiwodschaft Kleinpolen, Polen. Ihr Sitz befindet sich in der Stadt Oświęcim (Auschwitz), die nicht zur Landgemeinde gehört.

## Geographie

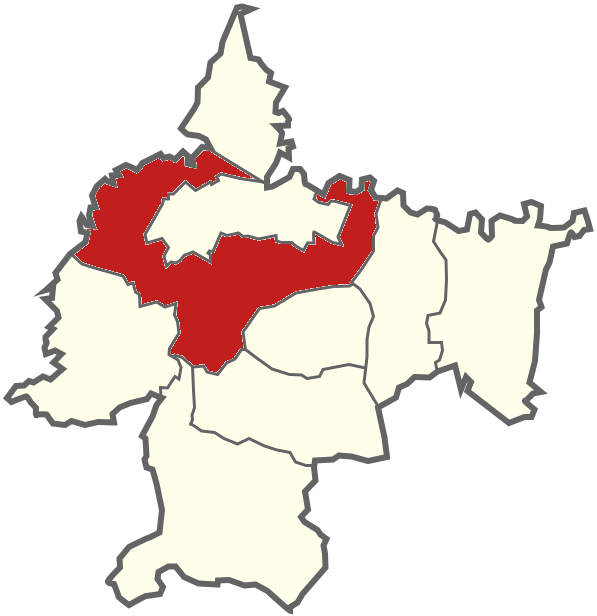
Die Landgemeinde im Powiat Oświęcimski

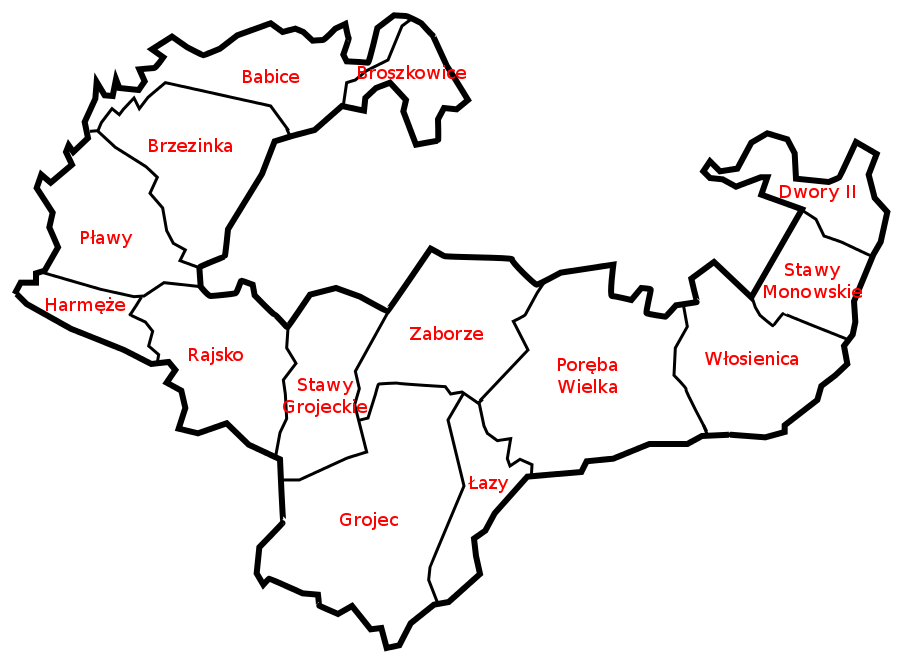
Die Dörfer der Landgemeinde

Die Landgemeinde liegt 53 km westlich von Krakau und 29 km südöstlich von Katowice. Auf dem Gemeindegebiet mündet die Soła in die Weichsel (Wisła).
Die Gemeinde hat eine Flächenausdehnung von 74,47 km². 61 % des Gemeindegebiets werden landwirtschaftlich genutzt, 6 % sind mit Wald bedeckt. Sie umschließt die Stadt Oświęcim fast vollständig.

## Geschichte
Während des Zweiten Weltkriegs wurde im Dorf Brzezinka (deutsch Birkenau) das Konzentrationslager Auschwitz-Birkenau errichtet.
Seit 1994 arbeitet die Gemeinde mit dem bayrischen Auerbach zusammen.
Von 1975 bis 1998, in beiden Jahren gab es Reformen der polnischen Verwaltungsstrukturen, gehörte die Gemeinde zur Woiwodschaft Bielsko-Biała.

## Gliederung
Zur Landgemeinde gehören die Schulzenämter (Sołectwo):
- Babice (deutsch Babitz, 1582 Einwohner),
- Broszkowice (Broschkowitz, 563 Einwohner),
- Brzezinka (Birkenau, 2195 Einwohner),
- Dwory II (342 Einwohner),
- Grojec (2798 Einwohner),
- Harmęże (Harmense, 572 Einwohner),
- Pławy (330 Einwohner),
- Poręba Wielka (Poremba Wielka, 1764 Einwohner),
- Rajsko (1300 Einwohner),
- Stawy Monowskie (319 Einwohner),
- Włosienica (Wlocienitz, 1440 Einwohner) und
- Zaborze (Zaborz, 2257 Einwohner).

Das Dorf Łazy mit 396 Einwohnern gehört zum Schulzenamt Grojec, ebenso die Siedlung Stawy Grojeckie.

## Bildung
Die Landgemeinde verfügt über acht Kindergärten (Przedszkole), sieben Grundschulen (szkoła podstawowa) und zwei Mittelschulen (gimnazjum).

## Museum und Sehenswürdigkeiten
- KZ Auschwitz-Birkenau seit 1947 Museum und seit 1979 UNESCO-Welterbe.
- Holzkirchen in Grojec und Poręba Wielka.